# Калі (М'янма)
Калі (бірм. ကလေး, англ. Kale, Kalay, Kalaymyo) — друге за населенням місто округу Сікайн в М'янмі. Місто — значний перевалочний пункт між М'янмою та Індією. Розташовано на річці Чиндвін.

## Історія
В часи Другої світової війни Калі був важливою точкою перегрупування британських військ у 1942 році, у зв'язку з легким доступом до Індії по річці Маніпур (альтернативним був шлях через ліс і міста Калева і Таму, де була малярія).

## Економіка

### Транспорт
В місті є аеропорт "Калі".

## Виноски
1. ↑  archive.is

| М'янма | Це незавершена стаття з географії М'янми. Ви можете допомогти проєкту, виправивши або дописавши її. |